# 今帰仁御殿
今帰仁御殿（なきじんうどぅん）または今帰仁家（なきじんけ）は、第二尚氏の分家にあたる琉球王族、華族だった家。琉球王国時代には、今帰仁間切（現・今帰仁村）の按司地頭をつとめ、琉球藩廃藩後は華族の男爵家に列した。

## 歴史
尚育王の三男・今帰仁王子朝敷を祖とする。朝敷は尚泰王の弟で、はじめ具志川王子と称し、後に転封されてからは今帰仁王子と称した。琉球処分の折には、兄に代わって藩王代理として琉球処分官・松田道之と応対した。
明治12年（1879年）3月に琉球藩は廃藩となり、今帰仁家は同年3月11日付で華族に列せられ、この際に今帰仁朝敷と改称した。
明治17年（1884年）7月の華族令施行で華族が五爵制になった際には今帰仁家には爵位が与えられず、しばらく無爵華族となっていた。伊江家も同様だった。これに対して柳原前光は伊江家や今帰仁家は無爵華族であるために貴族院議員資格がなく、かつ華族戸主であるため衆議院議員資格もないという不当な立場に置かれていることを指摘し、早急に爵位を与えることを要求し、明治23年（1890年）3月27日付けで朝敷が男爵位を与えられた。
その孫朝英の代に今帰仁男爵家の邸宅は沖縄県首里市大中町にあった。

## 系譜
- 一世・今帰仁王子朝敷→今帰仁朝敷
- 二世・湧川按司朝和→今帰仁朝和
- 三世・今帰仁朝英
- 四世・今帰仁朝秀